# Jane Pirie
Pour les articles homonymes, voir Pirie.
Jane Pirie, née le 27 mars 1779 et morte le 6 mars 1833, est connue pour avoir été une Écossaise ayant ouvert une école de filles à Édimbourg en 1809 et ayant été ensuite accusée de manifestations d’« affection démesurée » avec la cofondatrice de l'école, Marianne Woods (1781–1870). Jane Cumming (en), élève métisse et petite-fille de Lady Helen Cumming Gordon, accusa les deux femmes de « se livrer à des pratiques sexuelles non conformes » et d’avoir « un comportement obscène et indécent »,.

## L'affaire portée devant la justice
Lady Helen Cumming Gordon amplifiant les rumeurs à partir des allégations rapportées par sa petite-fille, cette dernière devient la première élève à quitter l'école, suivie par toutes les autres en quelques jours.
Jane Pirie et Marianne Woods nient toutes les allégations. Leur moyen de subsistance détruit, elles intentent un procès en diffamation en 1811 contre Lady Cumming Gordon. Elles perdent l'affaire en première instance en 1812 mais gagnent en appel devant la Chambre des lords. Les juges auraient alors mis en doute la parole de la petite fille. Le jugement aurait été dans une large mesure racialisé ; il est considéré par certains juges comme plus plausible que Cumming, une jeune femme à moitié indienne, ait inventé de toutes pièces une histoire de débauche.
En fin de compte, les enseignantes reçoivent un peu plus de 1 000 £ de dommages mais après avoir payé des frais juridiques qui les ont ruinées. Marianne Woods obtient un emploi à temps partiel comme enseignante à Londres, alors que Jane Pirie est restée à Édimbourg sans emploi, et aurait « traversé une dépression nerveuse ».

## Reconnaissance posthume
L'histoire de l'affaire judiciaire a inspiré une pièce de théâtre en 1934 : The Children's Hourde, de Lillian Hellman.
Deux films hollywoodiens se sont également inspirés de cette histoire : 
- Ils étaient trois (1936) avec Miriam Hopkins, Merle Oberon et Joel McCrea
- La Rumeur (1961) réalisé par William Wyler. Ce film situe l'histoire aux États-Unis et met en vedette Audrey Hepburn, Shirley MacLaine et James Garner[1].